# Wakasa Railway
Wakasa Railway Co., Ltd. (若桜鉄道株式会社, Wakasa Tetsudō Kabushiki-gaisha) est une compagnie de transport de passagers qui exploite une ligne ferroviaire dans la préfecture de Tottori au Japon. Son siège social se trouve dans le bourg de Wakasa.

## Histoire
La compagnie a été fondée le 6 août 1987. Elle commence l'exploitation de la ligne Wakasa le 14 octobre 1987 à la suite de son transfert de la JR West.

## Ligne
La compagnie exploite une ligne.
| Ligne        | Nom japonais | Terminus      | Longueur (km) | Gares |
| ------------ | ------------ | ------------- | ------------- | ----- |
| Ligne Wakasa | 若桜線       | Kōge - Wakasa | 19,2          | 9     |

## Matériel roulant

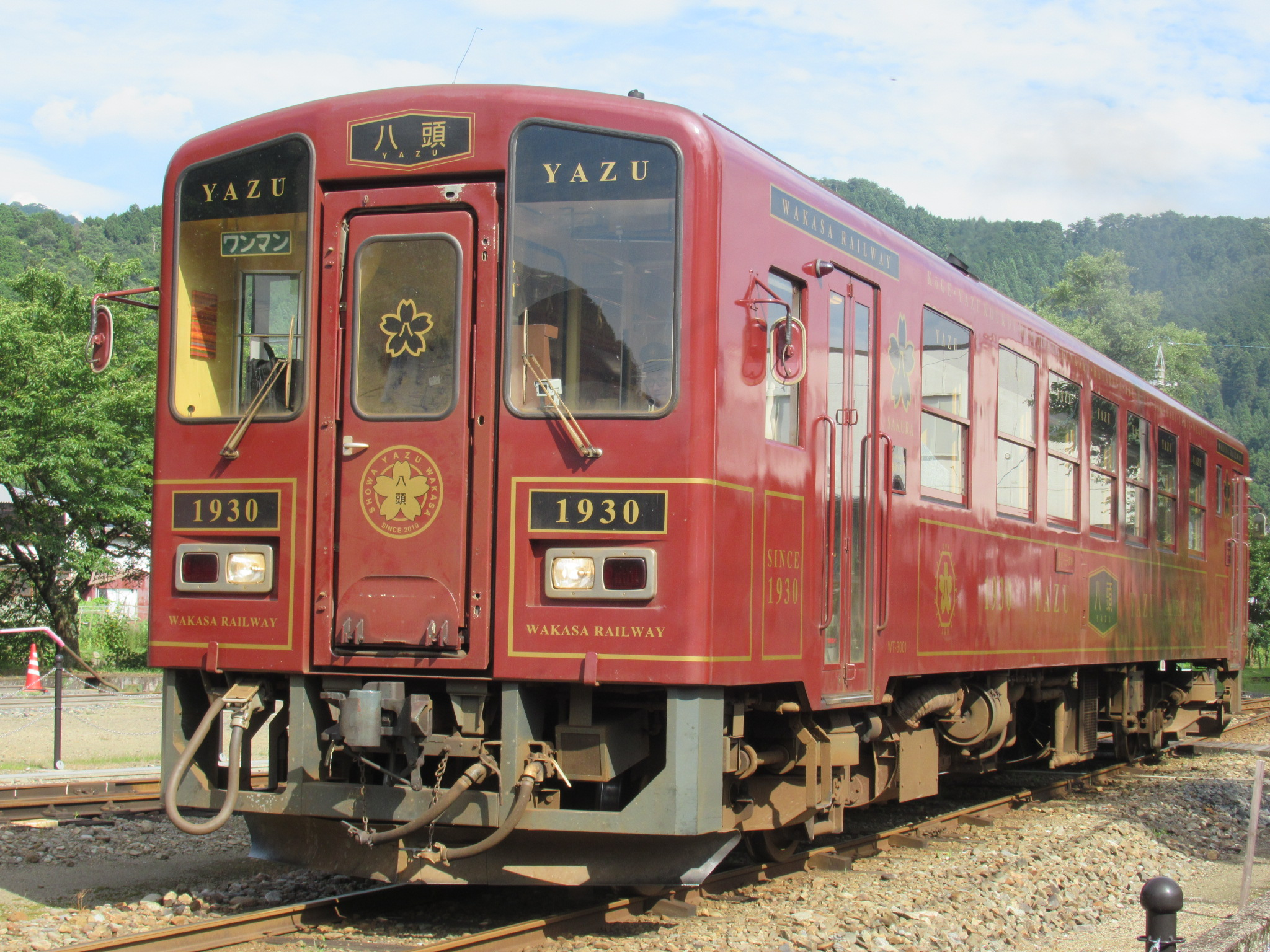
Autorail série WT3000
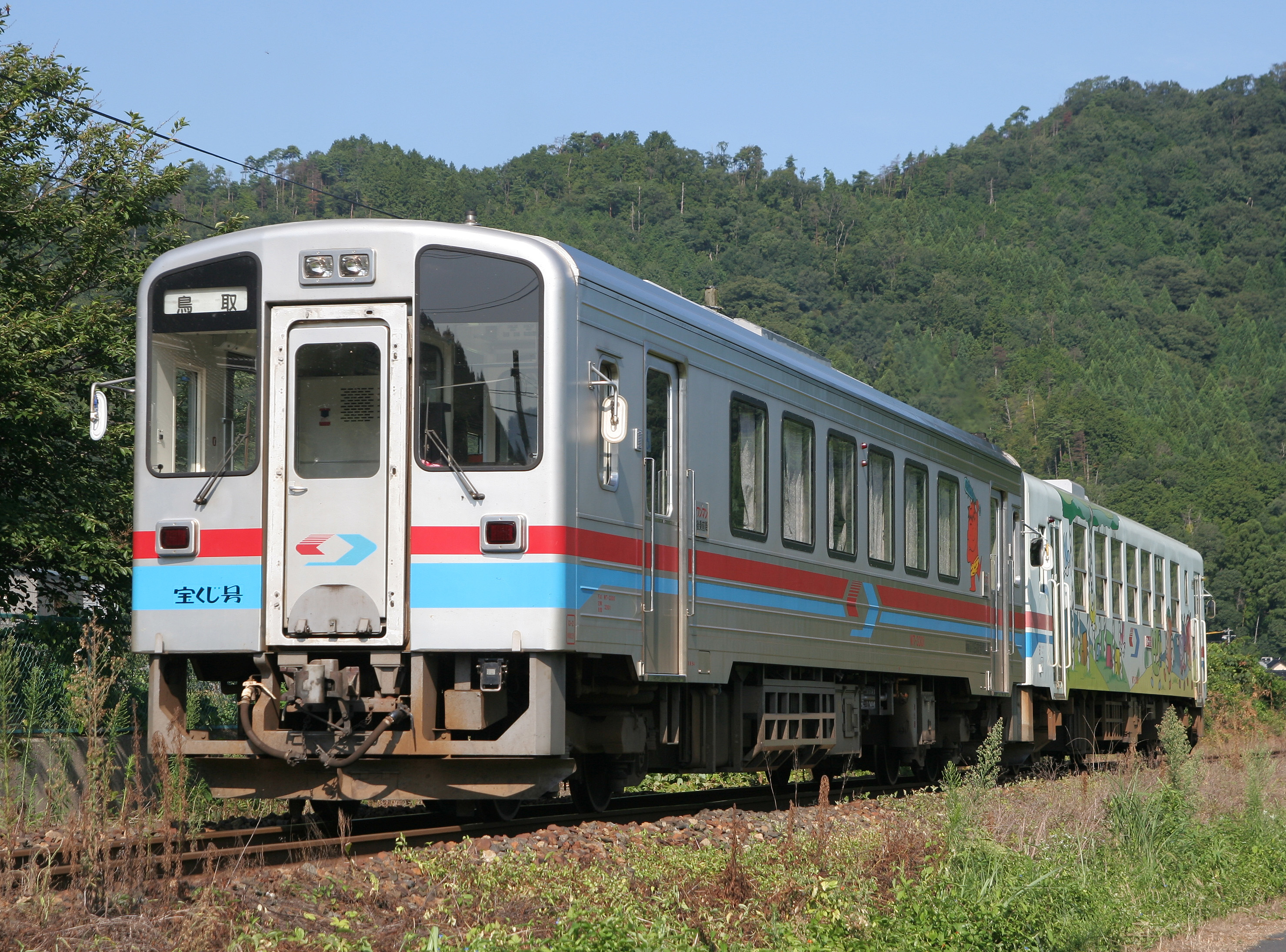
Autorail série WT3300
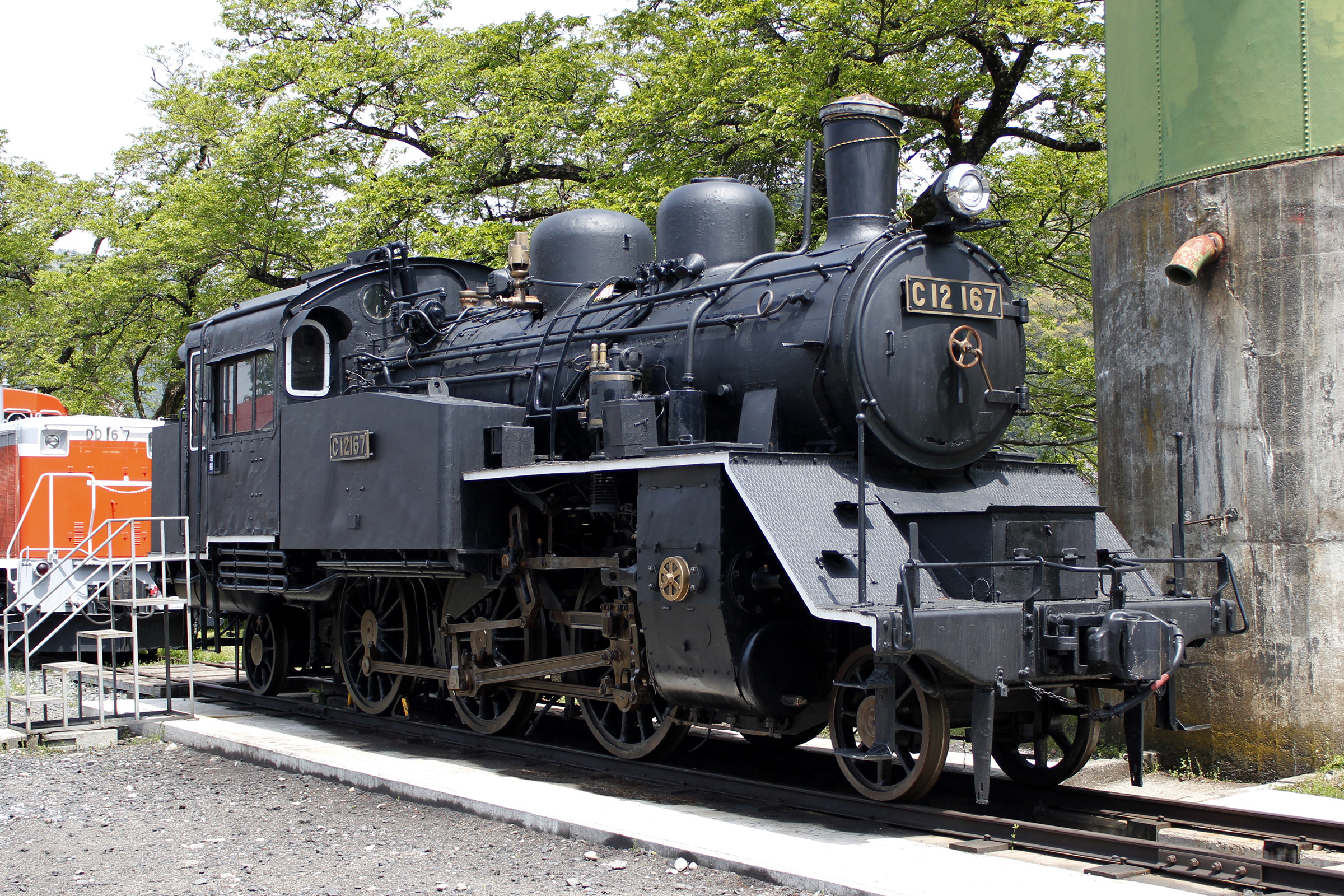
Locomotive à vapeur classe C12
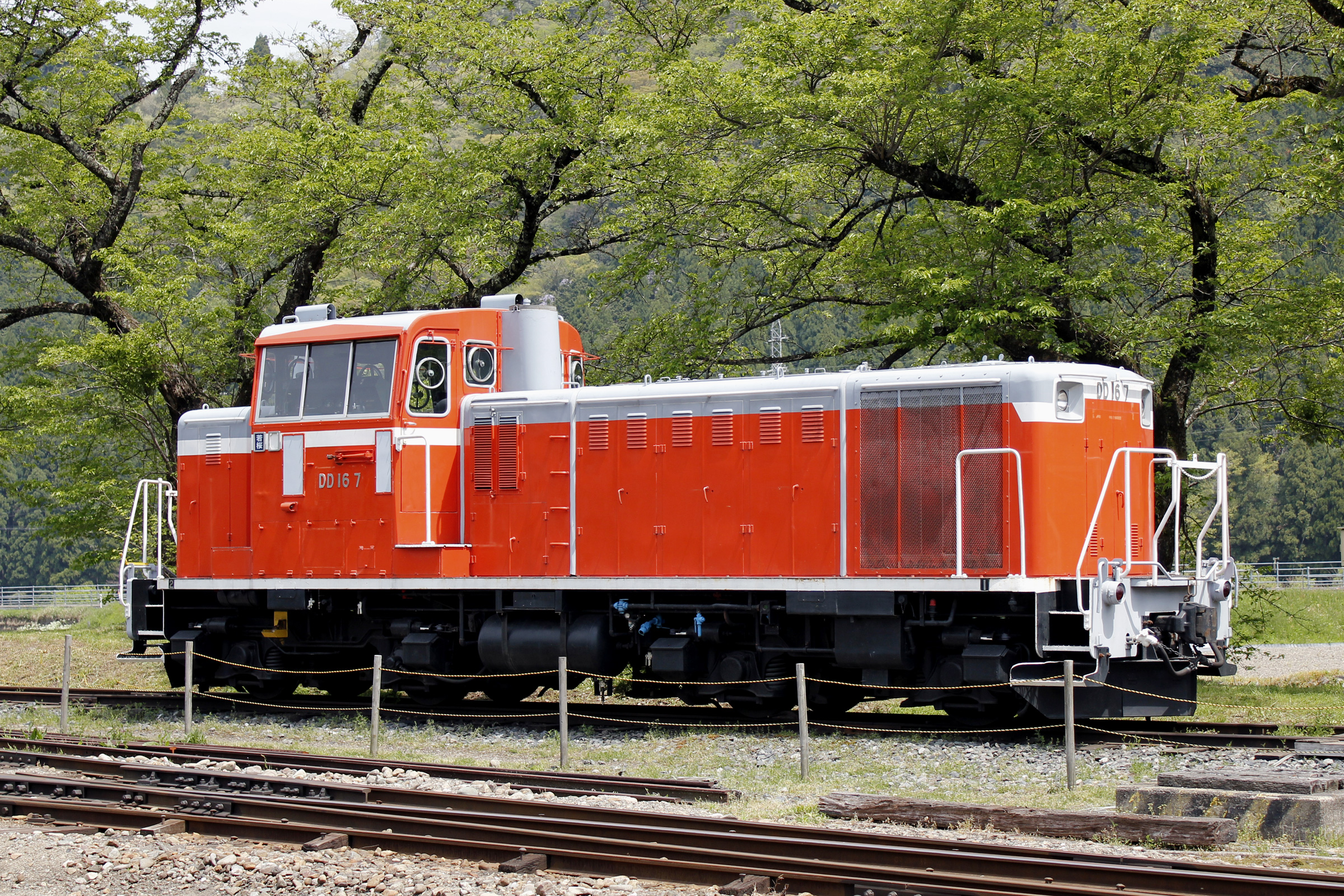
Locomotive DD16
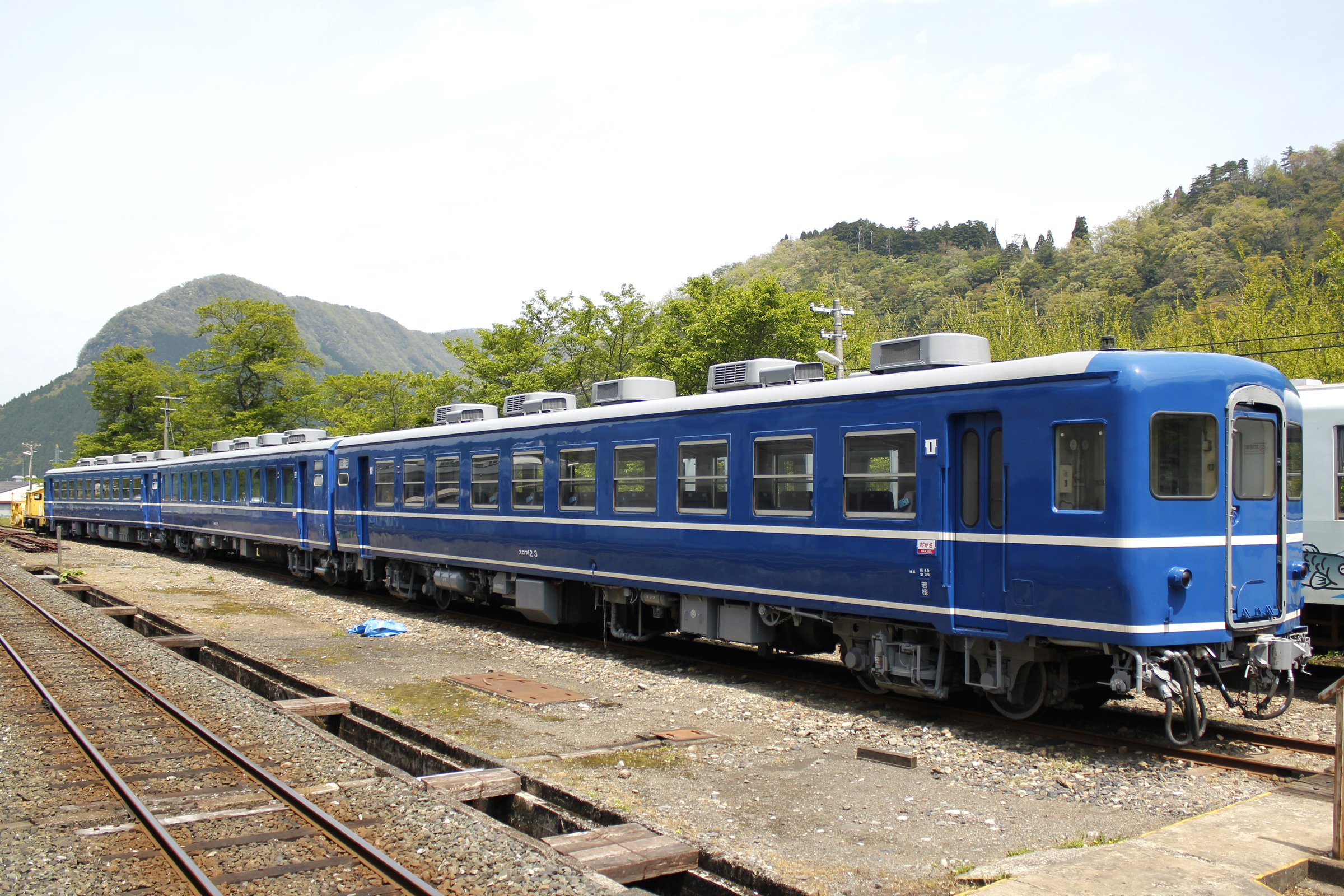
Voitures série 12